# János Grimm
János Grimm (outubro de 1895, data de morte desconhecida) foi um ciclista húngaro que competiu no ciclismo nos Jogos Olímpicos de Verão de 1924, representando a Hungria.